# Dairiki Hara
Dairiki Hara  (jap. 原 大力, Hara Dairiki; * 22. Mai 1959 in der Präfektur Fukuoka) ist ein japanischer Jazzmusiker (Schlagzeug).
Hara spielte ab den 1980er-Jahren in der japanischen Jazzszene; erste Aufnahmen entstanden 1991 mit dem Gitarristen Yoshiaki Miyanoue. Seitdem arbeitete er u. a. mit Junko Ōnishi (Wow, 1993), mit der er 1996 auf dem Montreux Jazz Festival und dem Jazzopen Stuttgart auftrat, ferner mit Manabu Ohishi, Nao Takeuchi, Yoshiaki Okayasu, Seiji Tada, Shigeo Aramaki, ab den 2000ern auch mit Satomi Kawakami, Yuki Arimasa, Hisatsugu Suzuki und Shoji Yoshitaka. Im Bereich des Jazz war er zwischen 1991 und 2005 an 14 Aufnahmesessions beteiligt. Er tritt mit eigenem Trio in Tokioter Jazzclubs auf.